# Geococcyx californianus
Papa-léguas-grande (Geococcyx californianus), conhecido popularmente como papa-léguas ou galo-cuco, é uma ave da família Cuculidae.

## Caracterização
O papa-léguas mede cerca de 56 cm de comprimento, com envergadura de 49 cm. Apesar de ser uma ave, voa pouco. Apresenta uma faixa branca na região pós-ocular, uma pequena crista no alto da cabeça e uma longa cauda. Ambos sexos são semelhantes, sendo o macho um pouco maior.
Habita desertos dos sudoeste dos Estados Unidos e norte do México. Durante o século XX, sua ocorrência expandiu-se para o sul de Missouri e o oeste da Louisiana. É a ave símbolo do Novo México.
Alimenta-se principalmente de insetos, pequenos répteis, aranhas, escorpiões, pequenos pássaros e roedores. Também come Serpentes Venenosas como Cascavéis. Pode atingir a velocidade de até 30 km/h em terra.
Ficou grandemente popular pelo desenho dos Looney Tunes, onde é representado por uma ave extremamente rápida e perspicaz.